# William Tecumseh Sherman
William Tecumseh Sherman, ameriški general, * 8. februar 1820, Lancaster, Ohio, † 14. februar 1891, New York.